# Gustavo Serena
Gustavo Serena (5 de octubre de 1881 – 16 de abril de 1970) fue un actor y director cinematográfico de nacionalidad italiana, activo en la época del cine mudo.

## Biografía
Nacido en Nápoles, Italia, en el seno de una familia aristocrática, se inició en el teatro en 1899 debutando en el Teatro Manzoni de Roma. Militó como actor «amoroso» en compañías teatrales de una cierta importancia, como las de Giovanni Emanuel y Ferruccio Garavaglia, hasta 1911, año en el que fue contratado por la productora cinematográfica Film d'Arte Italiana.
En 1912 se cimentó completamente en el cine (en el cual se había iniciado en 1909 como comparsa), interpretando su primer papel protagonista en Romeo e Giulietta, mientras que al año siguiente trabajó en Quo Vadis?. También actuó para los estudios Cines, y en 1914 pasó a Pasquali Film, productora de Turín.
En 1915 fue contratado por la casa Caesar Film como primer actor y director artístico. En estos estudios romanos fue intérprete y director de muchas películas, sobre todo Assunta Spina, en la cual actuaba la diva Francesca Bertini. Serena también trabajó con otras importantes actrices de la época, entre ellas Olga Benetti, Leda Gys, Tilde Kassay y Anna Fougez.
Otras importantes actuaciones suyas tuvieron lugar en La signora dalle camelie (1915),  Fedora (1916), Il processo Clémenceau (1917), Tosca (1918) y Dora o le spie (1919). 
Pasados los años 1920, a causa de la crisis productiva del cine italiano, la actividad cinematográfica de Serena estuvo más limitada. Rodó dos filmes en Alemania, Sterbende Völker - 2. Brennendes Meer y Sterbende Völker - 1. Heimat in Not, ambos en 1922 y dirigidos por Robert Reinert, y también trabajó en una producción estadounidense, The White Sister (1923), bajo dirección de Henry King. 
En 1929 volvió a trabajar en la dirección con el film Zappatore, dirigiendo su última película y única sonora, Zaganella e il cavaliere, en 1932, cinta de escaso relieve. En años siguientes disminuyeron sus apariciones en la gran pantalla, aunque ocasionalmente trabajó como director de producción.
A partir de 1939 se retiró a su vida privada, y en los primeros años 1940 dirigió una lechería. Volvió al cine en 1949, aunque haciendo papeles marginales como extra o actor de carácter, participando en filmes como I soliti ignoti (1958) y Don Camillo monsignore ma non troppo (1961).
Gustavo Serena falleció en 1970 en Roma, Italia.

## Selección de su filmografía

### Actor
| - La contessa di Challant e Don Pedro di Cordova, de Gerolamo Lo Savio (1911) - Beatrice d'Este, de Ugo Falena (1912) - Il segreto dell'inventore, de Enrico Guazzoni (1912) - Pro patria mori, de Enrico Guazzoni (1912) - Romeo e Giulietta, de Ugo Falena (1912) - Quo vadis?, de Enrico Guazzoni (1913) - Gli abitatori delle fogne, de Umberto Paradisi (1914) - Il ponte del diavolo, de Umberto Paradisi (1914) - Il posto vuoto, de Giuseppe Giusti (1914) - L'esplosione del forte B.2, de Umberto Paradisi (1914) - La confessione, de Umberto Paradisi (1914) - Le primule insanguinate, de Giuseppe Giusti (1914) - Ettore Fieramosca, de Domenico Gaido y Umberto Paradisi (1915) - La perla del cinema, de Giuseppe De Liguoro (1916) - Il processo Clémenceau, de Alfredo De Antoni (1917) - Aquile romane, de Giuseppe De Liguoro (1918) - I nostri buoni villici, de Camillo De Riso (1918) - Mariute, de Eduardo Bencivenga (1918) - Niniche, de Camillo De Riso (1918) - Tosca, de Alfredo De Antoni (1918) - Dora o le spie, de Roberto Roberti (1919) - La corsa al trono, de Roberto Roberti (1919) - La paura di amare, de Roberto Roberti (1920) | - La moglie di sua eccellenza, de Edoardo Bencivenga (1921) - Rondini nel turbine, de Ettore Piergiovanni (1921) - Passioni, de Alfredo De Antoni (1922) - The White Sister, de Henry King (1923) - Il grido dell'aquila, de Mario Volpe (1923) - Il pane altrui, de Telemaco Ruggeri (1924) - La via del peccato, de Amleto Palermi (1924) - Fra Diavolo, de Roberto Roberti (1925) - Le mani sugli occhi, de Gian Orlando Vassallo (1929) - Il solitario della montagna, de Wladimiro De Liguoro (1931) - Re burlone, de Enrico Guazzoni (1935) - Re di denari, de Enrico Guazzoni (1936) - Giuseppe Verdi, de Carmine Gallone (1938) - Finisce sempre così, de Enrique Susini (1939) - Le educande di Saint-Cyr, de Gennaro Righelli (1939) - Naufraghi, de Silvio Laurenti Rosa (1939) - Se quell'idiota ci pensasse..., de Nino Giannini (1939) - Gelosia, de Pietro Germi (1953) - Il matrimonio, de Antonio Petrucci (1954) - Il vetturale del Moncenisio, de Guido Brignone (1956) - Il mondo dei miracoli, de Luigi Capuano (1959) |

### Director
| - A San Francisco (1915) – dirección e interpretación - Amore di ladro (1915) - dirección e interpretación - Assunta Spina (1915) - dirección e interpretación - Diana, l'affascinatrice (1915) - dirección e interpretación - Il capestro degli Asburgo (1915) - dirección e interpretación - Il mistero di quella notte (1915) - dirección e interpretación - Ivonne la bella danzatrice (1915) - dirección e interpretación - La signora delle camelie - dirección e interpretación - Otto milioni di dollari (1915) - dirección e interpretación *Fedora (1916) - dirección e interpretación - Il destino (1916) - La cieca di Sorrento (1916) - dirección e interpretación - Andreina (1917) - Fernanda (1917) - dirección e interpretación | - Parigi misteriosa (1917) - dirección e interpretación - L'avarizia (1918) - dirección e interpretación - L'immagine dell'altra (1919) - dirección e interpretación - L'ultima recita di Anna Parnell (1919) - dirección e interpretación - La vita e la leggenda (1919) - dirección e interpretación - L'albergo nero (1920) - dirección e interpretación - Diana Sorel (1921) - dirección e interpretación - Fiore selvaggio (1921) - dirección e interpretación - Senza colpa (1921) - dirección e interpretación - Il fallo dell'istitutrice (1922) - dirección e interpretación - Zappatore (1929) - dirección e interpretación - Quann'ammore vò filà (1929) - dirección e interpretación - Zaganella e il cavaliere (1932) |